# Rückersdorf (Brandeburgo)
Rückersdorf es un municipio situado en el distrito de Elba-Elster, en Brandeburgo (Alemania). Tiene una población estimada, a fines de mayo de 2023, de 1362 habitantes.
Pertenece a la mancomunidad de municipios (en alemán, amt) de Elsterland.